# 金州副都统衙门旧址
金州副都统衙门旧址是位于大连市金州区城内的一处古官衙建筑。
位于古金州城内东街路北，原建筑始建于明代，五进四重院落，沿中轴线对称，占地2600多平方米，原有有13栋建筑共60余间房，现为17栋53间。

## 历史
清朝前期，在熊岳设熊岳副都统衙门，为辽南地区最高军政机构。道光二十三年（1843年）2月，为加强南部地区海防，熊岳副都统衙门移驻金州并更名为金州副都统衙门，直属盛京将军，下辖金州协领、旅顺口水师营协领和复州城、盖平城、熊岳城守尉。副都统官衔正二品。另有印务处，分左司和右司，各司设司达、班达、誊录等官员。
光绪二十年（1894年），中日甲午战争爆发，金州城被日军攻陷，衙门被迫撤离，次年因三国干涉还辽而恢复。1898年3月至5月，沙俄与清政府签订《旅大租地条约》和《续订旅大租地条约》强租旅大，保留金州城内为金州副都统衙门辖区实行自治。1900年7月27日，沙俄以中国公民勾结义和团为借口占领金州城，强行撤销副都统衙门，将官员流放至库页岛。金州副都统衙门撤回奉天，设虚衔副都统办事处。1904年2月，日俄战争爆发，5月26日日军占领金州成立金州军政署，驻金州副都统衙门，行使警察职权，次年改为金州民政支署，1930年又改设金州警察署。
1945年12月，苏军进驻旅大，金县警察局自此在此办公，直至20世纪90年代末迁出。1985年7月11日被公布为市级文物保护单位。
由于经过多次改建，已丧失原有价值，2001年，金州区将其拆除，耗资800万元人民币在原址重建并作为博物馆。　　

## 外部连接
39°06′40″N 121°42′33″E / 39.110975°N 121.709148°E
- 金州副都统衙门旧址[]，于2010年7月5日查阅。
- 历史文化游[永久]，2010中国·大连·金州国际樱桃节官方网站，2010年5月27日，于2010年7月5日查阅。